# Амирханов, Абдулпатах Гаджиевич
Абдулпата́х Гаджи́евич Амирха́нов (род. 30 мая 1962, Хунзах, Дагестанская АССР, РСФСР, СССР) — российский государственный и политический деятель. Председатель Правительства Республики Дагестан (2020—2022). Руководитель Управления Федерального казначейства по Республике Дагестан с 22 марта 2022 года.

## Биография
Абдулпатах Гаджиевич Амирханов родился 30 мая 1962 года в селе Хунзах. По национальности — аварец.
В 1983 году окончил Дагестанский государственный университет по специальности «экономика» с присвоением квалификации — экономист.
После получения диплома о высшем образовании начал свою трудовую деятельность в системе Дагпотребсоюза. Работал секретарем комсомольской организации Махачкалинского сельхозтехникума.
С 2008 года по 2010 год — первый заместитель министра инвестиций и внешнеэкономических связей Республики Дагестан.
С 2010 года по 2015 год — заместитель министра промышленности, транспорта и энергетики Республики Дагестан.
С 2015 года по 2018 год — директор по развитию ООО «Даяна», города Махачкалы.
В 2018 году — начальник отдела инвестиционного развития Департамента инвестиционных проектов Министерства Российской Федерации по делам Северного Кавказа.
В 2019 году — помощник Главы городского округа «город Дербент».
С 2019 по ноябрь 2020 года — руководитель Территориального управления Росимущества в Республике Дагестан.
С 11 ноября 2020 года — Первый заместитель Председателя Правительства Республики Дагестан.
С 24 ноября 2020 года — Врио Председателя Правительства Республики Дагестан.
7 декабря 2020 года временно исполняющий обязанности главы Дагестана Сергей Меликов внёс на рассмотрение парламента кандидатуру Абдулпатаха Амирханова на должность председателя правительства республики.
11 декабря 2020 года парламент Дагестана одобрил его кандидатуру.
17 февраля 2022 года Глава Республики Дагестан Сергей Меликов принял отставку Председателя Правительства РД Абдулпатаха Амирханова по собственному желанию.
22 марта 2022 года назначен руководителем Управления Федерального казначейства по Республике Дагестан

## Семья
Женат. Трое детей.

## Награды
- Почётная грамота Республики Дагестан.
- Орден «За заслуги перед Республикой Дагестан»
- Медаль Расула Гамзатова (2023)[11]